# Valdemaras Martinkėnas
Valdemaras Martinkėnas, ros. Вальдемарас Адольфович Мартинкенас, Waldiemaras Adolfowicz Martinkienas (ur. 10 marca 1965 w mieście Olita, zm. 20 lipca 2004 w Nova Gorica, Słowenia) – litewski piłkarz, grający na pozycji bramkarza, reprezentant kraju, trener piłkarski.

## Kariera piłkarska

### Kariera klubowa
Rozpoczynał karierę piłkarską w Žalgiris Wilno w 1984. W latach 1987–1988 bronił barw klubu Atlantas Kłajpeda. W 1989 powrócił do Žalgirisu Wilno i zdobył Mistrzostwo Litwy w 1991. W tym że roku przeszedł do Dynama Kijów, w którym zdobył Mistrzostwo Ukrainy w 1993. W latach 1994–1996 występował w szwajcarskim FC Wil. Następnie krótko był na bramce w FC Haka i Lelle SK. W 1997 przeszedł do KAMAZ-Czałły Nabierieżnyje Czełny. Jednak też długo nie pograł w nim i zmienił klub na Kareda Šiauliai. W 2000 w wieku 35 lat zakończył karierę piłkarską w estońskim klubie FC Kuressaare.

### Kariera reprezentacyjna
W 1991 zadebiutował w reprezentacji Litwy. Łącznie rozegrał 19 gier reprezentacyjnych.

## Kariera trenerska
Po zakończeniu kariery zawodniczej trenował Kareda Šiauliai. Następnie pracował na stanowisku asystenta trenera klubu Flora Tallinn i reprezentacji Estonii. W lipcu 2004 estoński klub spotykał się w rundzie kwalifikacyjnej Ligi Mistrzów ze słoweńskim klubem ND Gorica. Przed meczem Martinkenas chciał spróbować siebie w pływaniu ekstremalnym i zginął w górskiej rzece około miejscowości Gorica.

## Nagrody i odznaczenia

### Sukcesy klubowe
- mistrz Litwy: 1991.
- mistrz Ukrainy: 1993.
- wicemistrz Ukrainy: 1992.
- zdobywca Pucharu Litwy: 1990.

### Sukcesy indywidualne
- najlepszy piłkarz Litwy: 1989, 1992.

### Odznaczenia
- tytuł Mistrza Sportu ZSRR.